# William Regal
Darren Kenneth Matthews (Codsall, 10 mei 1968), beter bekend als William Regal, is een Engels professioneel worstelaar die werkzaam was bij WWE waar hij voor NXT Wrestling werkte als General Manager. Sinds 6 maart 2022 werkt hij voor AEW als manager voor Bryan Danielson en Jon Moxley.

## In het worstelen
- Finishers
  - Knee Trembler (Running high knee to the side of a kneeling or bent over opponent's head)
  - Power of the Punch (Left–handed knockout punch with brass knuckles)
  - Regal Bomb (Double underhook powerbomb)
  - Regal Cutter (Arm trap neckbreaker)
  - Regal–Plex (Bridging leg hook belly to back suplex)
  - Regal Stretch (Arm trap cross–legged STF)

- Signature moves
  - Bow and arrow stretch
  - Double knee lift
  - European uppercut
  - Indian deathlock surfboard

- Managers
  - Sir William
  - Lady Ophelia
  - Fit Finlay
  - Layla

- Worstelaars waarvan Regal de manager is geweest
  - Tajiri
  - Christopher Nowinski
  - Eugene
  - Paul Burchill
  - King Booker
  - Dave Taylor
  - Fit Finlay
  - Umaga
  - Triple H

## Prestaties
- Memphis Championship Wrestling
  - MCW Southern Heavyweight Championship (1 keer)

- World Championship Wrestling
  - WCW World Television Championship (4 keer)

- World Wrestling Federation/World Wrestling Entertainment
  - WWF/WWE European Championship (4 keer)
  - WWF Hardcore Championship (5 keer)
  - WWE Intercontinental Championship (2 keer)
  - WWE World Tag Team Championship (4 keer; 2x met Lance Storm, 1x met Eugene en 1x met Tajiri)
  - King of the Ring (2008)